# Linnaemya ochracea
Linnaemya ochracea är en tvåvingeart som beskrevs av Herting 1973. Linnaemya ochracea ingår i släktet Linnaemya och familjen parasitflugor. Inga underarter finns listade i Catalogue of Life.